# Giải vô địch bóng đá nữ châu Phi 2000
Giải vô địch bóng đá nữ châu Phi 2000 diễn ra tại Cộng hòa Nam Phi từ 11 tháng 11 đến 25 tháng 11 năm 2000. Nigeria lần thứ tư liên tiếp lên ngôi sau khi vượt qua Nam Phi với tỉ số 2–0 trong trận chung kết bị hủy ở phút 73.

## Vòng loại
Cộng hòa Nam Phi vào thẳng vòng chung kết với tư cách chủ nhà. Nigeria vào thẳng vòng chung kết với tư cách đương kim vô địch.
Sơ loại
| Đội 1   | TTS | Đội 2 | Lượt đi | Lượt về |
| ------- | --- | ----- | ------- | ------- |
| Réunion | w/o | Kenya | —       | —       |

| Réunion | w/o | Kenya |
| ------- | --- | ----- |
|         |     |       |

- Kenya bỏ cuộc. Réunion đi tiếp.

Vòng đấu cuối
| Đội 1        | TTS  | Đội 2      | Lượt đi | Lượt về |
| ------------ | ---- | ---------- | ------- | ------- |
| Réunion      | 5–4  | Ai Cập     | 4–3     | 1–1     |
| Gabon        | w/o1 | Cameroon   | 0–3     | —       |
| Maroc        | 6–1  | Algérie    | 3–0     | 3–1     |
| Zimbabwe     | 8–0  | Lesotho    | 4–0     | 4–0     |
| Sierra Leone | w/o2 | Ghana      | —       | —       |
| Uganda       | w/o2 | CHDC Congo | —       | —       |

- 1 Gabon bỏ cuộc sau lượt đi. Cameroon lọt vào vòng chung kết.
- 2 Sierra Leone và CHDC Congo bỏ cuộc. Ghana và Uganda lọt vào vòng chung kết.

| Réunion | 4–3 | Ai Cập |
| ------- | --- | ------ |
|         |     |        |

| Ai Cập | 1–1 | Réunion |
| ------ | --- | ------- |
|        |     |         |

| Gabon | 3–0 | Cameroon |
| ----- | --- | -------- |
|       |     |          |

| Cameroon | w/o | Gabon |
| -------- | --- | ----- |
|          |     |       |

| Maroc | 3–0 | Algérie |
| ----- | --- | ------- |
|       |     |         |

| Algérie | 1–3 | Maroc |
| ------- | --- | ----- |
|         |     |       |

| Zimbabwe | 4–0 | Lesotho |
| -------- | --- | ------- |
|          |     |         |

| Lesotho | 0–4 | Algérie |
| ------- | --- | ------- |
|         |     |         |

| Sierra Leone | w/o | Ghana |
| ------------ | --- | ----- |
|              |     |       |

| Uganda | w/o | CHDC Congo |
| ------ | --- | ---------- |
|        |     |            |

## Vòng chung kết

### Vòng một

#### Bảng A
| Đội      | Tr | T | H | B | BT | BB | HS | Đ |
| -------- | -- | - | - | - | -- | -- | -- | - |
| Nam Phi  | 3  | 3 | 0 | 0 | 8  | 1  | +7 | 9 |
| Zimbabwe | 3  | 1 | 1 | 1 | 5  | 5  | 0  | 4 |
| Uganda   | 3  | 1 | 1 | 1 | 4  | 6  | -2 | 4 |
| Réunion  | 3  | 0 | 0 | 3 | 2  | 7  | -5 | 0 |

| Nam Phi                            | 3 – 0 | Réunion |
| ---------------------------------- | ----- | ------- |
| Phewa 33' · Ellis 55' · Malaku 69' |       |         |

| Zimbabwe                        | 2 – 2 | Uganda                     |
| ------------------------------- | ----- | -------------------------- |
| Mathobela 26' · Tapfumamoyo 79' |       | Nakawagi 21' · Nakintu 30' |

| Zimbabwe               | 2 – 1 | Réunion     |
| ---------------------- | ----- | ----------- |
| Mpala 57' · Mutero 82' |       | Mussard 18' |

| Nam Phi                                    | 3 – 0 | Uganda |
| ------------------------------------------ | ----- | ------ |
| Solomon 27' · Luthuli 32' · Lekalakala 51' |       |        |

| Uganda                        | 2 – 1 | Réunion      |
| ----------------------------- | ----- | ------------ |
| Nankimbugwe 42' · Mbekeka 89' |       | Lecoutre 29' |

| Nam Phi                 | 2 – 1 | Zimbabwe  |
| ----------------------- | ----- | --------- |
| Luthili 49' · Phewa 65' |       | Mpala 44' |

#### Bảng B
| Đội      | Tr | T | H | B | BT | BB | HS  | Đ |
| -------- | -- | - | - | - | -- | -- | --- | - |
| Nigeria  | 3  | 2 | 1 | 0 | 11 | 2  | +9  | 7 |
| Ghana    | 3  | 2 | 1 | 0 | 7  | 2  | +5  | 7 |
| Cameroon | 3  | 1 | 0 | 2 | 4  | 6  | -2  | 3 |
| Maroc    | 3  | 0 | 0 | 3 | 1  | 13 | -12 | 0 |

| Nigeria        | 2 – 2 | Ghana                 |
| -------------- | ----- | --------------------- |
| Akide 40', 50' |       | Baidu 52' · Okine 80' |

| Cameroon                                                  | 4 - 1 | Maroc     |
| --------------------------------------------------------- | ----- | --------- |
| Eko Njolle 17' · Anounga 67' · Enama Abbe 89' · Anong 90' |       | Maqdi 13' |

| Ghana                     | 2 – 0 | Cameroon |
| ------------------------- | ----- | -------- |
| Sackey 7' · Mah Djang 82' |       |          |

| Nigeria                                                    | 6 – 0 | Maroc |
| ---------------------------------------------------------- | ----- | ----- |
| Akide 44', 73' · Ajayi 49', 70' · Mmadu ?' · Nwadire 90+2' |       |       |

| Ghana                               | 3 – 0 | Maroc |
| ----------------------------------- | ----- | ----- |
| Baidu 65' · Bayor 66' · Gyamfua 70' |       |       |

| Nigeria                           | 3 – 0 | Cameroon |
| --------------------------------- | ----- | -------- |
| Akide 14' · Yusuf 35' · Mmadu 90' |       |          |

### Vòng đấu loại trực tiếp

#### Bán kết
| Nam Phi    | 1 – 0 | Ghana |
| ---------- | ----- | ----- |
| Solomon 9' |       |       |

| Nigeria                                                         | 6 – 0 | Zimbabwe |
| --------------------------------------------------------------- | ----- | -------- |
| Yusuf 3' · Mmadu 34' · Akide 40', 65' · Nwadike 52' · Ajayi 79' |       |          |

#### Tranh hạng ba
| Ghana                                                             | 6 – 3 | Zimbabwe                                   |
| ----------------------------------------------------------------- | ----- | ------------------------------------------ |
| Baidu 1' · Bayor 6', 31' · Darku 24' · Foriwaa 35' · Djangmah 44' |       | Mpala 14' · Tapfumamoyo 16' · Nyerukai 61' |

#### Chung kết
| Nigeria                | 2 – 0 | Nam Phi |
| ---------------------- | ----- | ------- |
| Yusuf 30' · Mbachu 72' |       |         |

- Ghi chú: Trận đấu bị hủy bỏ ở phút 73 với chiến thắng 2-0 của Nigeria do các cổ động viên bắt đầu ném đồ vật vào người trọng tài đã không báo hiệu lỗi việt vị cho bàn thắng vừa xảy ra một cách chính xác. Cảnh sát chống bạo động có mặt 40 phút sau khi rắc rối bắt đầu và bắt đầu bắn hơi cay vào đám đông. Trận đấu đã bị hoãn lại sau ba lần thất bại để bắt đầu lại. Mọi người cần được điều trị tại bệnh viện trong khi xe ô tô của nhà báo bị tấn công khi họ đang rời sân vận động. Kết quả là đứng.